# Previously Unreleased Recordings
Previously Unreleased Recordings è un album di Bob Brookmeyer e Clark Terry, pubblicato nel 1973 dalla Verve Records.
Il disco racchiude quattro brani, probabilmente registrati il 14 e il 15 settembre del 1961.

## Tracce
Lato A
1. Simple Waltz – 10:00 (Bob Brookmeyer, Clark Terry)
2. Things Ain't What They Used to Be – 8:35 (Mercer Ellington, Ted Persons)

Lato B
1. Manuscript – 11:54
2. Stolen Moments – 8:30 (Oliver Nelson)

## Musicisti
- Bob Brookmeyer - trombone a pistoni
- Clark Terry - tromba, flugelhorn
- Eddie Costa - pianoforte
- Joe Benjamin - contrabbasso
- Osie Johnson - batteria